# Волков, Владимир Васильевич (актёр)
Владимир Васильевич Волков (укр. Володимир Васильович Волков; 14 августа 1929, Хорол, Киевский округ (ныне Полтавская область), Украинская ССР, СССР — 10 ноября 2007, Киев, Украина) — советский и украинский киноактёр.

## Биография
Родился Владимир Васильевич Волков 14 августа 1929 года в городе Хорол Киевского округа (ныне Полтавская область).
В 1952 году окончил Всесоюзный государственный институт кинематографии им. С. А. Герасимова. В 1954-1956 годах — актёр Волгоградского драматического театра, в 1956-1986 — Киевской киностудии художественных фильмов им. А. Довженко. Дебютировал в кино эпизодической ролью Сергея в фильме «Страницы жизни» (1947).
Ушёл из жизни 10 ноября 2007 года в возрасте 78 лет в Киеве. Похоронен в Берковецком кладбище.

## Фильмография
- 1959 — Если любишь…
- 1959 — Любой ценой — Иванов
- 1959 — Иванна — советский военнопленный
- 1960 — Самолет уходит в 9 — гость на свадьбе
- 1961 — Радость моя — Василий
- 1962 — Среди добрых людей — пленный
- 1963 — Новеллы Красного дома
- 1963 — Трое суток после бессмертия — пленный
- 1963 — Я шагаю по Москве
- 1964 — Зачарованная Десна
- 1964 — Ракеты не должны взлететь — Либих
- 1964 — Ключи от неба — водитель грузовика
- 1964 — Сон — крепостной  (нет в титрах)
- 1965 — Бурьян — Корней Матюха
- 1965 — Хочу верить
- 1966 — Кто вернётся — долюбит — командир партизанского отряда
- 1966 — Сегодня — новый аттракцион
- 1966 — Ярость — революционный матрос (нет в титрах)
- 1967 — Сергей Лазо
- 1968 — Белые тучи
- 1968 — На Киевском направлении
- 1968 — Разведчики — капитан
- 1969 — Варькина земля — Черкесов
- 1970 — Сеспель — Бритый
- 1970 — Сады Семирамиды — Демьян
- 1970 — Олеся — Евтихий Петрович, полицейский урядник
- 1970 — Обратной дороги нет — капитан Сыромягин
- 1971 — Лада из страны берендеев — начальник тюрьмы
- 1971 — Нина — Репкин
- 1971 — Достояние республики
- 1972 — Ночной мотоциклист — Степан Павлович Боровик, лесник
- 1972 — Наперекор всему
- 1972 — Адрес вашего дома
- 1972 — Красно солнышко
- 1972 — Софья Грушко
- 1972 — Тихие берега
- 1973 — Когда человек улыбнулся — диспетчер
- 1973 — Чёрный капитан — Христофорыч, путевой обходчик, красный подпольщик
- 1973 — Старая крепость (4 и 5 серии — «Дом с привидениями») — Шершень
- 1973 — Ринг
- 1973 — Не пройдет и года…
- 1973 — В бой идут одни «старики» — секретарь парторганизации полка
- 1974 — Прощайте, фараоны
- 1974 — Анна и Командор — полковник ВВС
- 1975 — Как закалялась сталь — мастер Ходоров
- 1975 — Ральф, здравствуй! (новелла «Боцман») — Степан Степанович
- 1975 — Ар-хи-ме-ды!
- 1975 — Небо-земля-небо — секретарь обкома
- 1976 — Щедрый вечер — Микола (озвучил актёр Павел Морозенко)
- 1976 — По волчьему следу
- 1976 — Праздник печёной картошки
- 1976 — Волны Чёрного моря — красноармеец
- 1976 — Аты-баты, шли солдаты… — капитан
- 1977 — У нас новенькая
- 1977 — Р.В.С. — Козолуп
- 1977 — Подарок судьбы
- 1977 — У нас новенькая
- 1978 — Жнецы — Зотов
- 1978 — Море
- 1979 — Ты только не плачь
- 1979 — Сыщик
- 1979 — Вавилон XX — Раденько
- 1980 — Поезд чрезвычайного назначения — Пеновский
- 1980 — Визит в Ковалёвку — Хома Глущенко
- 1980 — Депутатский час
- 1981 — Капель
- 1981 — Беспокойное лето
- 1981 — Танкодром — обходчик
- 1983 — Провал операции «Большая Медведица» — Юлиан Бес
- 1983 — Водоворот — Дорош
- 1985 — Поезд вне расписания — машинист Моргунов
- 1985 — Подвиг Одессы
- 1985 — Каждый охотник желает знать... — Отец
- 1985 — Мужчины есть мужчины
- 1985 — Куда идешь, солдат?
- 1986 — На острие меча
- 1986 — И никто на свете… — старшина Жигарёв
- 1986 — Год телёнка
- 1987 — Моя дорогая
- 1987 — Исполнить всякую правду
- 1988 — Помилуй и прости
- 1990 — Ивин А.
- 1991 — Из жития Остапа Вишни
- 1992 — В той области небес…
- 1992 — Игра всерьез
- 1992 — Ребёнок к ноябрю
- 1993 — Зефир в шоколаде
- 1994 — Выкуп
- 2007 — Люди из камня